# Giuseppe Maria Orlandini
Giuseppe Maria Orlandini (4. dubna 1676 Florencie – 24. října 1760 tamtéž) byl italský hudební skladatel.

## Život
Giuseppe Maria Orlandini se narodil ve Florencii 4. dubna 1676 (podle některých pramenů 19. března 1675). Studoval u Domenica Scorpioneho. Jeho prvním veřejně provedeným díle bylo oratorium Il martirio di san Sebastiano (Umučení sv. Šebastána) komponované na zakázku Bratrstva sv. Šebastána a provedené roku 1694 ve Florencii.
Jako operní skladatel debutoval v roce 1706 operou Artaserse komponovanou na libreto Pietra Pariatiho a Apostola Zena. Tehdy jej podporoval Ferdinand Medicejský, korunní princ velkovévodství Toskánska, který byl velkým milovníkem hudby. V roce 1711 se stal kapelníkem orchestru posledního toskánského velkovévody z rodu Medicejů Giana Gastona. Opery, které v té době komponoval se hrály s úspěchem nejen ve Florencii, ale i v Římě, Janově, Bologni, Parmě a Modeně. V Bologni se roku 1717 oženil se zpěvačkou Marií Magdalenou Buonaviovou a měl s ní dvě děti. V roce 1719 se stal členem Filharmonické akademie (Accademia Filarmonica di Bologna). Jeho muzikantská pověst překročila hranice Itálie. Jeho díla byla uvedena i v Londýně, Paříži a v Hamburku.
V roce 1732 se vrátil do Florencie a kromě povinností dvorního kapelníka se stal ředitelem kůru florentské katedrály Santa Maria del Fiore. V následujících letech vykonával funkci hudebního kurátora nad všemi florentskými chrámy. V té době také zkomponoval většinu svých oratorií a dále pokračoval ve své operní tvorbě. Jeho posledními jevištními díly se staly opery La Fiammetta (1743) a Lo scialacquatore (1744). Pokračoval v komponování chrámových skladeb a oratorií, ale postupně se s dramatickou tvorbou rozloučil úplně. Jeho posledním oratoriem se stalo oratorium La deposizione dalla croce di Gesù Cristo Signor Nostro komponované sice v roce 1754, ale provedené až v roce jeho smrti, v roce 1760.

## Dílo

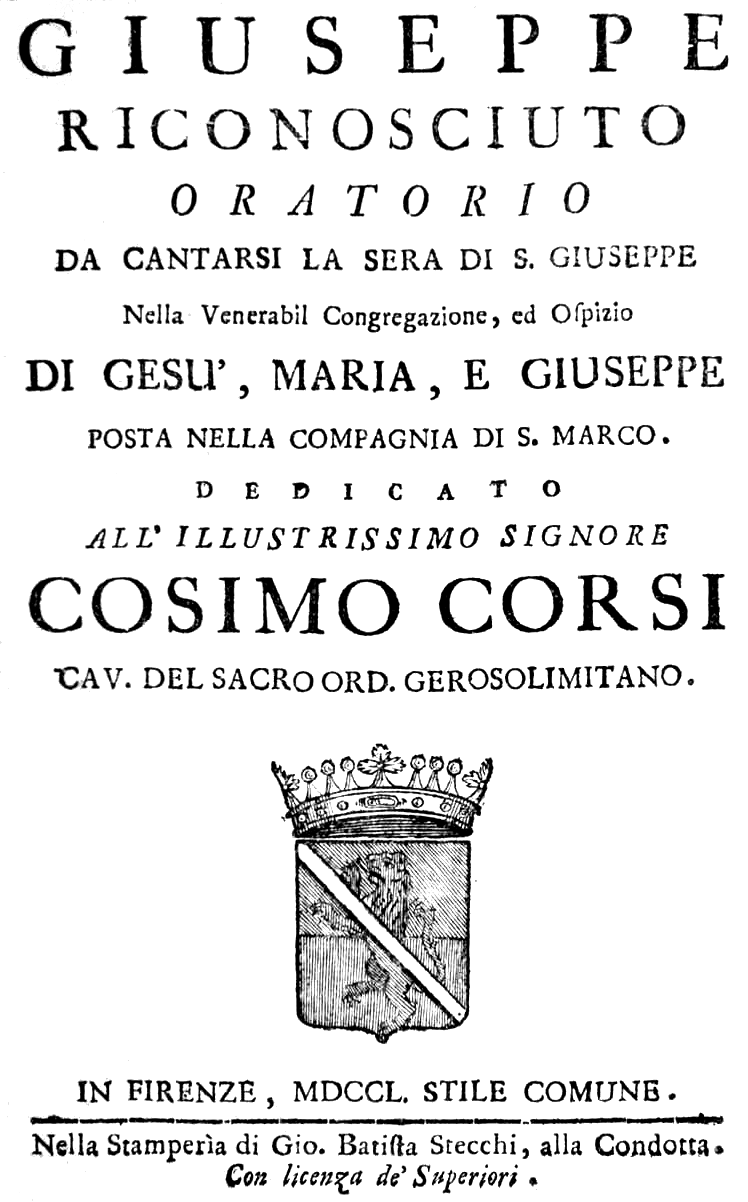
Titulní strana libreta oratoria Giuseppe riconosciuto.

### Opere
- Artaserse (dramma per musica, libreto Pietro Pariati a Apostolo Zeno, 1706, Livorno)
- L'amor generoso (dramma per musica, libreto Apostolo Zeno, 1708, Florencie)
- L'odio e l'amore (dramma per musica, libreto Matteo Noris, 1709, Janov)
- La fede tradita e vendicata (dramma per musica, libreto Francesco Silvani, 1709, Janov)
- Ataulfo re de' Goti, ovvero La forza della virtù (dramma per musica, 1712, Řím)
- Teuzzone (dramma per musica, libreto Apostolo Zeno, 1712, Ferrara)
- Madama Dulcinea e il cuoco del Marchese del Bosco (intermezzo, Marchese Trotti, 1712, Řím)
- L'innocenza difesa (dramma per musica, libreto Francesco Silvani, 1712, Ferrara)
- L'amor tirannico (dramma per musica, libreto Domenico Lalli, 1713, Řím)
- Lisetta e Delfo (intermezzo, 1713, Řím)
- Bacocco e Serpilla (intermezzo, 1715, Verona)
- Amore e maestà (tragedia per musica, libreto Antonio Salvi, 1715, Florencie)
- La pastorella al soglio (dramma per musica, libreto Giulio Cesare Corradi, 1717, Mantova)
- La virtù al cimento (dramma per musica, libreto Apostolo Zeno, 1717, Mantova)
- La Merope (dramma per musica, libreto Apostolo Zeno, 1717, Bologna)
- Lucio Papirio (dramma per musica, libreto Antonio Salvi, 1717, Neapol)
- Antigona (tragedia, libreto Benedetto Pasqualigo, 1718, Benátky)
- Le amazoni vinte da Ercole (dramma per musica, libreto Antonio Salvi? o Giovanni Francesco Bussani, 1718, Reggio Emilia)
- Ifigenia in Tauride (tragedia, libreto Benedetto Pasqualigo, 1719, Benátky)
- Il carceriero di se stesso (dramma per musica, libreto Antonio Salvi, 1720, Teatro Carignano, Turín)
- Paride (dramma per musica, libreto Francesco Muazzo, 1720, Benátky)
- Melinda e Tiburzio (intermezzo, 1721, Benátky)
- Nerone (tragedia per musica, libreto Agostino Piovene, 1721, Benátky)
- Nino (dramma per musica, libreto Ippolito Zanella, 1722, Řím)
- Ormisda (dramma per musica, libreto Apostolo Zeno, 1722, Bologna)
- L'artigiano gentiluomo (Larinda e Vanesio) (intermezzo, libreto Antonio Salvi, 1722, Florencie)
- Alessandro Severo (dramma per musica, libreto Apostolo Zeno, 1723, Milán)
- L'Oronta (dramma per musica, libreto Claudio Nicola Stampa, 1724, Milán)
- Berenice (dramma per musica, libreto Benedetto Pasqualigo, 1725, Benátky)
- Il malato immaginario (Erighetta e Don Chilone) (intermezzo, libreto Antonio Salvi, 1725, Florencie)
- Un vecchio innamorato (intermezzo, libreto D. Marchi, 1725, Florencie)
- Didone abbandonata (dramma per musica, libreto Pietro Metastasio, autorství nejisté, 1725, Florencie)
- Monsieur di Porsugnacchi (Grilletta e Porsugnacco) (intermezzo, 1727, Milán)
- Berenice (dramma per musica, 1728, Milán)
- Adelaide (dramma per musica, libreto Antonio Salvi, 1729, Benátky)
- L'impresario dell'isole Canarie (Dorina e Nibbio) (intermezzo, libreto Pietro Metastasio, 1729, Benátky)
- Massimiano (dramma per musica, libreto Carlo Goldoni, 1731, Benátky)
- Grollo e Moschetta (intermezzo, 1732, Benátky)
- Ifigenia in Aulide (dramma per musica, libreto Apostolo Zeno, 1732, Florencie)
- Il marito geloso (Giletta e Ombrone) (intermezzo, 1732, Benátky)
- Il Temistocle (dramma per musica, libreto Pietro Metastasio, 1737, Florencie)
- L'Olimpiade (dramma per musica, libreto Pietro Metastasio, 1737, Florencie)
- Le nozze di Perseo e Andromeda (azione drammatica, libreto D. Marchi, 1738, Florencie)
- Arianna e Teseo (dramma per musica, libreto Pietro Pariati, autorství nejisté ,1739, Florencie)
- Balbo e Dalisa (intermezzo, libreto Antonio Salvi, 1740, Řím)
- Venceslao (dramma per musica, libreto Apostolo Zeno, autorství nejisté ,1741, Florencie)
- Vologeso re de' Parti (dramma per musica, libreto Apostolo Zeno, autorství nejisté ,1742, Florencie)
- La Fiammetta (commedia per musica, 1743, Florencie)
- Lo scialacquatore (commedia per musica, 1744, Florencie)

### Oratoria
- Il martirio di San Sebastiano (libreto A. Ghivizzani, 1694, Florencie)
- I fanciulli babilonesi (1696, Florencie)
- La costanza trionfane nel martirio di Santa Lucia (libreto B. Colzi, 1705, Florencie)
- Sara in Egitto (libreto D. Cavanese, 1708, Florencie)
- Il figliuol prodigo (libreto B. Pamphili, 1709, Siena)
- Gli amori infelici di Ammone (libreto Berzini, 1711, Florencie)
- L'Assalone ovvero L'infedeltà punita (1713, Florencie)
- Dal trionfo le perdite ovvero Jefte che sagrifica la sua figlia (libreto D. Cavanese, 1716, Florencie)
- Componimento per musica da cantarsi la notte del Santissimo Natale (libreto G. B. Pontici, 1721, Řím)
- L'Ester (libreto G. Melani, 1723, Bologna)
- Giuditta (1726, Castel San Pietro)
- Jaele (libreto D. Marchi, 1735, Florencie)
- Assuero (1738, Florencie)
- Davidde trionfante (G. M. Medici, 1738, Florencie)
- Il Gioas re di Giuda (libreto Pietro Metastasio, 1744, Florencie)
- Giuseppe riconosciuto (libreto Pietro Metastasio, 1745, Florencie)
- Tobia (libreto Apostolo Zeno, 1749, Florencie)
- Componimento da cantarsi nel venerabile monastero di Santa Apollonia in Florencie (libreto F. Casorri, 1750, Florencie)
- Isacco figura del redentore (libreto Pietro Metastasio, 1752, Florencie)
- La deposizione dalla croce di Gesù Cristo Signor Nostro (libreto G. C. Pasquini, 1760, Florencie)

### Jiné skladby
- La ricreazione spirituale nella musica (canzonetta spirituale, 1730, Bologna)
- 3 conzonette (1739-40, Florencie)
- 22 sonate a tre
- Sinfonia per clavicembalo